# Vincenzo D'Aquila
Vincenzo D'Aquila (Palermo, 19 settembre 1892 – New York, 26 aprile 1975) è stato un imprenditore e scrittore italiano naturalizzato statunitense, autore della memoria autobiografica Bodyguard Unseen. A True Autobiography (1931), in cui racconta la sua conversione da volontario a pacifista durante la prima guerra mondiale.

## Biografia
Vincenzo D'Aquila nacque a Palermo il 19 settembre 1892 da Pietro Cosimo D'Aquila e Oliva Cannizzaro. Nel 1896, emigrò negli Stati Uniti insieme ai genitori e alla sorella Anna, stabilendosi a New York. Nel 1914, diventò cittadino statunitense.
Il 6 luglio 1915, si imbarcò sulla nave San Guglielmo per potersi arruolare come volontario nel Regio Esercito e prendere parte alla prima guerra mondiale. Nel corso dei primi giorni al fronte, tuttavia, D'Aquila restò disgustato dalle atrocità del conflitto e decise di non sparare al nemico. A dicembre 1915, dopo aver contratto il tifo, fu ricoverato in un ospedale di riserva a Udine, per poi essere trasferito all'ospedale psichiatrico Sant'Osvaldo a causa dei deliri provocati dalla febbre (e, probabilmente, anche per le sue idee pacifiste).
Nel marzo 1916, venne internato presso l'ospedale psichiatrico San Niccolò di Siena, dal quale uscì il 26 settembre di quell'anno, dichiarato ufficialmente "guarito". Gli furono concesse numerose licenze, sino al suo definitivo rientro negli Stati Uniti nell'ottobre 1918. Al suo ritorno, D'Aquila lavorò prima come esportatore di tabacco e poi nell'editoria. Nel 1931, pubblicò la sua autobiografia Bodyguard Unseen, che fu recensito all'estero, ma largamente ignorato nell'Italia degli anni trenta, «dato il suo pacifismo antitetico all'ideologia fascista». D'Aquila morì a New York il 26 aprile 1975, all'età di 82 anni.

### Vita privata
D'Aquila si sposò con un'emigrata abruzzese nel 1919, dalla quale ebbe due figlie.

## Adattamenti televisivi
La storia al fronte di Vincenzo D'Aquila viene raccontata in due episodi della docufiction 14 - I diari della Grande Guerra, dove viene interpretato dall'attore Jacopo Menicagli.

## Opere
- (EN) Vincenzo D'Aquila, Bodyguard Unseen: a True Autobiography, New York, Richard R. Smith, 1931, ISBN non esistente.
  -  Vincenzo D'Aquila, Io, pacifista in trincea. Un italoamericano nella Grande guerra, a cura di Claudio Staiti, Roma, Donzelli, 2019, ISBN 9788868439262.